# Paul Foster-Bell
Paul Ayers Robert Foster-Bell (Whangarei, Northland; març de 1977) és un polític neozelandès i diputat de la Cambra de Representants de Nova Zelanda des del maig de 2013. És membre del Partit Nacional.

## Inicis
Foster-Bell va néixer el març de 1977 a Whangarei, la ciutat principal de la regió de Northland. Va créixer en una granja propera a Portland. Va realitzar els seus estudis secundaris a l'Escola Secundària de Nois de Whangarei (Whangarei Boys' High School). Els seus estudis terciaris els realitzà a la Universitat d'Otago, d'on es graduà amb un grau d'arqueologia i un diploma de comerç. Té avantpassats anglesos, escocesos, portuguesos i maoris.
Fou diplomàtic pel govern neozelandès treballant en l'ambaixada neozelandesa a l'Aràbia Saudita, a l'Iran i al Pakistan. A Wellington treballà pel Ministeri d'Afers Exteriors.
Foster-Bell va ser copresident entre el 2012 i 2013 de Monarchy New Zealand, una organització no governamental monarquista a favor de mantenir la monarquia britànica a Nova Zelanda.

## Diputat
| Parlament de Nova Zelanda |      |                |        |          |
| Anys                      | Leg. | Circumscripció | Llista | Partit   |
| 2013-actualitat           | 50   | Llista         | 56     | Nacional |

En les eleccions de 2011 va ser candidat a la circumscripció electoral de Wellington Central. Va captar el 32,51% del vot per darrere del 49,15% de Grant Robertson del Partit Laborista. Al trobar-se 56è en la llista electoral del Partit Nacional, Foster-Bell no fou elegit en les eleccions de 2011.
Al dimitir Jackie Blue l'abril de 2013, Foster-Bell la succeí un mes després. El 28 de maig oficialment fou declarat diputat.